# 金くれ!!愛くれ!!自由くれ!!
『金くれ!!愛くれ!!自由くれ!!』（かねくれ!!あいくれ!!じゆうくれ!!）は、ガガガSPの7枚目のオリジナル・アルバム。2009年5月12日発売。発売元はLD&K Records/俺様レコード。

## 収録内容
CD
1. 讃丑歌（さんちゅうか）
作詞・作曲：コザック前田・和田益典
オリックスの私設応援団（大阪紅牛會）に提供した応援歌。ただし球場で演奏される応援歌とは一部歌詞が異なっている。
アルバム「俺様天才偉業集」にも収録された。
2. 続・京子ちゃん
作詞・作曲：コザック前田
シングル「京子ちゃん」をリリースして10年。10年ぶりに「京子ちゃん」への思いを絶叫している。
PVには、藤田功次郎が出演している。
3. 八月の出来事
作詞・作曲：コザック前田
2008年8月にリリースされた15thシングル。
4. NAGATOWN
作詞・作曲：コザック前田
5. ゴング
作詞・作曲：コザック前田
6. クリスマスを知らない男たち
作詞・作曲：コザック前田
7. 風向き悪くとも
作詞・作曲：コザック前田
8. 一つだけ言えること
作詞・作曲：コザック前田
9. いちょうの葉
作詞：黒田有(メッセンジャー)　作曲：コザック前田
10. 恋は永遠
作詞・作曲：コザック前田
2009年2月にリリースされた16thシングル。
11. あの頃の僕は君にとってどう見えるかい
作詞・作曲：コザック前田

DVD
ライブ映像「声に出すと赤っ恥ツアー」（2008年6月19日大阪BIG CAT公演より）
1. 声に出すと赤っ恥
2. ユーコ
3. 青春狂時代
4. MC集